# 清华蒯大富
《清华蒯大富》，许爱晶（韩爱晶）编著，讲述蒯大富的人生经历尤其是文革经历。2011年出版。

## 评论
- 韩爱晶自序：“对于关心中国命运的人们，无论是真心坚持社会主义民主制度的，还是主张在中国推进西方民主的，都应从本书展示的历史真实中找到在中国推进民主政治的经验教训。”[2]
- 蒯大富的清华大学校友叶志江评论道：“书中附录的那几万字的辩护词更是依据法律条文的雄辩，读来相当精彩。”“这老蒯，每当身陷囹圄时便才气和勇气倍增，留下可传世的杰作。”[3]
- 丁东：“此书的目的不仅在于还原蒯大富的本来面目，而是力图以蒯大富的命运为经，辐射整个文革时代乃至文革后时代的政治风云，构建一部韩爱晶版的文革史。”“我通读此书之后，感到在许多具体问题上，它展示了更有说服力的原始材料，给出了更加接近真相的历史解释。”[4]
- 吴焱金：“这是我看到写文革的最客观。最真实。最有代表性的一部著作。”[5]
- 周泉缨：“韩爱晶的《清华蒯大富》，是到今天为止，在所有的有关清华文革的记实著作中，最值得一读的一本。”[6]
- 一丁（武彩霞）：“认真拜读后，觉得这是一部值得认真研读的史书。”“最大特点是客观、真实。”“除情节真实外，还在于再现毛泽东发动和领导文化革命的理论。基本上是在理解毛泽东文化革命理论的前提下阐述历史的。”[7]
- 聂树人发表文章认为《清华蒯大富》、《王大宾回忆录》可信度低。[8] 肖文正发表文章考证1966年10月6日大会说：“聂树人先生、韩爱晶先生以及沈如槐先生、王大宾先生的回忆都有可贵之处，也都有欠准确之处。”[9]